# Claudio Bravo
Claudio Andrés Bravo Muñoz (Buin, 13 april 1983) is een Chileense voormalig voetballer die uitkwam als doelman. Bravo debuteerde in 2004 in het Chileens voetbalelftal. Hij kwam uit voor Coco-Colo, Real Sociedad, FC Barcelona, Manchester City en Real Betis.

## Clubcarrière
Bravo tekende voor het seizoen 2006/07 een vijfjarig contract bij Real Sociedad, dat hij in augustus 2010 verlengde tot de zomer van 2015.
Bravo's carrière in het betaalde voetbal begon bij Colo-Colo. Daarmee speelde hij in drie jaar meer dan honderd wedstrijden en werd hij Chileens landskampioen in de Apertura (tweede seizoenshelft) van 2006. Real Sociedad haalde Bravo voor aanvang van het seizoen 2006/07 vervolgens naar de Spaanse Primera División. Het verblijf daarin duurde in eerste instantie één seizoen, want aan het eind van het jaar degradeerde Sociedad als nummer negentien van de twintig teams in de competitie naar de Segunda División A. Bravo verloor zijn positie in de basis bovendien aan Asier Riesgo. Vanaf jaargang 2008/09 was hij wel weer eerste keuze. Met Sociedad werd hij in 2009/10 vervolgens kampioen van de Segunda División A en volgde er een promotie terug naar de Primera División.
Op 25 juni 2014 werd bekend dat hij voor 12 miljoen euro de overstap maakte naar FC Barcelona, om daar de concurrentie aan te gaan met de dan eveneens net aangetrokken Marc-André ter Stegen. Ter Stegen was de doelman in bekertoernooien, waaronder de (gewonnen) UEFA Champions League; Bravo was de doelman van Barcelona in de competitie. In de Primera División 2014/15 speelde hij op een na alle wedstrijden (37), waarin hij 21 doelpunten doorliet; geen doelman in de Spaanse competitie werd in deze jaargang minder gepasseerd.
Bravo tekende op 25 augustus 2016 een contract voor vier jaar bij Manchester City. Hij maakte op 10 september zijn debuut voor de club, in een stadsderby tegen Manchester United. City won met 2–1.
Eind augustus 2020 vertrok Bravo op transfervrije basis voor een seizoen naar Real Betis, nadat zijn vierjarig contract bij Manchester City afliep.
Op 27 augustus 2024 kondigde Bravo zijn pensioen aan uit het voetbal.

## Cluboverzicht
| Seizoen     | Club            | Competitie       | Competitie | Competitie | Beker | Beker | Internat. | Internat. | Totaal | Totaal |
| Seizoen     | Club            | Competitie       | Wed.       | Dlp.       | Wed.  | Dlp.  | Wed.      | Dlp.      | Wed.   | Dlp.   |
| ----------- | --------------- | ---------------- | ---------- | ---------- | ----- | ----- | --------- | --------- | ------ | ------ |
| 2003/04     | Colo-Colo       | Primera División | 25         | 0          | 0     | 0     | 1         | 0         | 26     | 0      |
| 2004/05     | Colo-Colo       | Primera División | 40         | 0          | 0     | 0     | 5         | 0         | 45     | 0      |
| 2005/06     | Colo-Colo       | Primera División | 39         | 0          | 0     | 0     | 2         | 0         | 41     | 0      |
| 2006/07     | Colo-Colo       | Primera División | 19         | 0          | 0     | 0     | 2         | 0         | 21     | 0      |
| Club Totaal | Club Totaal     | Club Totaal      | 123        | 0          | 0     | 0     | 10        | 0         | 133    | 0      |
| 2006/07     | Real Sociedad   | Primera División | 29         | 0          | 1     | 0     | —         | —         | 30     | 0      |
| 2007/08     | Real Sociedad   | Segunda División | 0          | 0          | 0     | 0     | —         | —         | 0      | 0      |
| 2008/09     | Real Sociedad   | Segunda División | 32         | 0          | 0     | 0     | —         | —         | 32     | 0      |
| 2009/10     | Real Sociedad   | Segunda División | 25         | 1          | 0     | 0     | —         | —         | 25     | 1      |
| 2010/11     | Real Sociedad   | Primera División | 38         | 0          | 0     | 0     | —         | —         | 38     | 0      |
| 2011/12     | Real Sociedad   | Primera División | 37         | 0          | 0     | 0     | —         | —         | 37     | 0      |
| 2012/13     | Real Sociedad   | Primera División | 31         | 0          | 0     | 0     | —         | —         | 31     | 0      |
| 2013/14     | Real Sociedad   | Primera División | 37         | 0          | 0     | 0     | 7         | 0         | 44     | 0      |
| Club Totaal | Club Totaal     | Club Totaal      | 229        | 1          | 1     | 0     | 7         | 0         | 237    | 1      |
| 2014/15     | FC Barcelona    | Primera División | 37         | 0          | 0     | 0     | 0         | 0         | 37     | 0      |
| 2015/16     | FC Barcelona    | Primera División | 32         | 0          | 1     | 0     | 2         | 0         | 35     | 0      |
| 2016/17     | FC Barcelona    | Primera División | 1          | 0          | 2     | 0     | —         | —         | 3      | 0      |
| Club Totaal | Club Totaal     | Club Totaal      | 70         | 0          | 3     | 0     | 2         | 0         | 75     | 0      |
| 2016/17     | Manchester City | Premier League   | 22         | 0          | 4     | 0     | 4         | 0         | 30     | 0      |
| 2017/18     | Manchester City | Premier League   | 3          | 0          | 9     | 0     | 1         | 0         | 13     | 0      |
| 2018/19     | Manchester City | Premier League   | 0          | 0          | 1     | 0     | —         | —         | 1      | 0      |
| 2019/20     | Manchester City | Premier League   | 4          | 0          | 11    | 0     | 2         | 0         | 17     | 0      |
| Club Totaal | Club Totaal     | Club Totaal      | 29         | 0          | 25    | 0     | 7         | 0         | 61     | 0      |
| 2020/21     | Real Betis      | Primera División | 20         | 0          | 1     | 0     | —         | —         | 21     | 0      |
| 2021/22     | Real Betis      | Primera División | 17         | 0          | 2     | 0     | 4         | 0         | 23     | 0      |
| 2022/23     | Real Betis      | Primera División | 2          | 0          | 0     | 0     | 5         | 0         | 7      | 0      |
| Club Totaal | Club Totaal     | Club Totaal      | 39         | 0          | 3     | 0     | 9         | 0         | 51     | 0      |
| Club Totaal | Club Totaal     | Club Totaal      | 490        | 1          | 32    | 0     | 35        | 0         | 557    | 1      |

## Interlandcarrière
Bravo debuteerde op 11 juli 2004 tegen Paraguay als international voor het Chileense nationale team. Daarmee kwalificeerde hij zich voor het WK 2010, waar bondscoach Marcelo Bielsa hem als eerste keeper mee naartoe nam. Na het afhaken van Marcelo Salas volgde Bravo hem op als aanvoerder van het nationale elftal. Hij maakte deel uit van de selectie van bondscoach Jorge Sampaoli bij het WK voetbal 2014 in Brazilië. Op dat WK werd Chili in de achtste finale uitgeschakeld door Brazilië. Nadat het na 120 minuten 1–1 stond, won Brazilië met 3–2 in de strafschoppenserie. Bravo keerde nog wel de penalty van Hulk, maar kon dus niet voorkomen dat Chili werd uitgeschakeld. Bravo speelde op vrijdag 10 oktober 2014 zijn 85ste interland voor Chili, toen de ploeg met 3–0 won van buurland Peru in een oefenwedstrijd in Valparaíso. Met dat aantal werd hij nationaal recordhouder. Hij passeerde Leonel Sánchez, die in de periode 1955–1968 tot 84 interlands kwam. Bravo won op 5 juli 2015 de Copa América met Chili, de eerste in de geschiedenis van het land. De Chilenen wonnen in de finale middels een strafschoppenreeks van Argentinië. Bravo won een jaar later ook de Copa América Centenario met zijn landgenoten. De finale was opnieuw tegen Argentinië en de beslissing viel weer na strafschoppen.

## Erelijst
| Competitie                          |           |                  |           |           |
| Competitie                          | Aantal    | Jaren            |           |           |
| Colo-Colo                           | Colo-Colo | Colo-Colo        | Colo-Colo | Colo-Colo |
| ----------------------------------- | --------- | ---------------- | --------- | --------- |
| Primera División (winnaar Apertura) | 1x        | 2006             |           |           |
| Real Sociedad                       |           |                  |           |           |
| Segunda División A                  | 1x        | 2009/10          |           |           |
| FC Barcelona                        |           |                  |           |           |
| UEFA Champions League               | 1x        | 2014/15          |           |           |
| UEFA Super Cup                      | 1x        | 2015             |           |           |
| FIFA Club World Cup                 | 1x        | 2015             |           |           |
| Primera División                    | 2x        | 2014/15, 2015/16 |           |           |
| Copa del Rey                        | 2x        | 2014/15, 2015/16 |           |           |
| Supercopa de España                 | 1x        | 2016             |           |           |
| Manchester City                     |           |                  |           |           |
| Premier League                      | 2x        | 2017/18, 2018/19 |           |           |
| EFL Cup                             | 2x        | 2017/18, 2018/19 |           |           |
| FA Community Shield                 | 2x        | 2018, 2019       |           |           |
| FA Cup                              | 1x        | 2018/19          |           |           |

| Competitie              | Winnaar | Winnaar    | Runner-up | Runner-up | Derde  | Derde |
| Competitie              | Aantal  | Jaren      | Aantal    | Jaren     | Aantal | Jaren |
| Chili                   | Chili   | Chili      | Chili     | Chili     | Chili  | Chili |
| ----------------------- | ------- | ---------- | --------- | --------- | ------ | ----- |
| CONMEBOL Copa América   | 2x      | 2015, 2016 |           |           |        |       |
| FIFA Confederations Cup |         |            | 1x        | 2017      |        |       |

| Individuele prijs                                           | Aantal | Jaren                                              |
| ----------------------------------------------------------- | ------ | -------------------------------------------------- |
| Trofeo Zamora                                               | 2x     | 2008/09 Segunda División, 2014/15 Primera División |
| Beste Chileense Speler in het Buitenland                    | 1x     | 2014                                               |
| La Liga Team van het Seizoen                                | 1x     | 2014/15                                            |
| Copa América Team van het Toernooi                          | 2x     | 2015, 2016                                         |
| Copa América Beste Doelman                                  | 2x     | 2015, 2016                                         |
| FIFA FIFPro World XI Vijfde Team                            | 2x     | 2014, 2016                                         |
| FIFA Confederations Cup Beste Doelman/Team van het Toernooi | 1x     | 2017                                               |